# Поду-Вадулуй
Поду-Вадулуй (рум. Podu Vadului) — село у повіті Прахова в Румунії. Адміністративно підпорядковане місту Бряза.
Село розташоване на відстані 85 км на північ від Бухареста, 35 км на північний захід від Плоєшті, 56 км на південь від Брашова.

## Населення
За даними перепису населення 2002 року у селі проживали 1734 особи, з них 1730 осіб (99,8%) румунів. Рідною мовою 1732 особи (99,9%) назвали румунську.